# Orisha de Trinidad
La Orisha de Trinidad, también conocido como Shango, es una religión sincrética en Trinidad y Tobago y de origen caribeño, originaria de África occidental (religión yoruba). La orisha de Trinidad incorpora elementos de los Bautistas Espirituales, al punto que la cercanía entre la Orisha y el movimiento Bautista Espiritual ha llevado al uso del término «Bautista Shango» para referirse a miembros de una o ambas religiones. El antropólogo James Houk describió a la Orisha de Trinidad como un «complejo religioso afroamericano», que incorpora elementos principalmente de la religión tradicional africana y yoruba e incorpora algunos elementos del cristianismo (catolicismo y protestantismo), hinduismo, islam (en particular, sufismo), budismo, judaísmo, baháísmo y Cabalá de Trinidad.

## Música ritual
La práctica de la orisha de Trinidad implica el canto en llamada y respuesta acompañado por un trío de tambores. Los tambores de la orisha son cilindros bitensoriales de dos cabezas derivados de los tambores yoruba bembe (similares a los tambores cubanos Iyesá). El tambor que tiene el tono más grave se llama bo o congo . El tambor principal se llama «tambor central», «tambor grande» o bembe. El tambor más pequeño, de tono más alto, se llama umele . Los dos primeros tambores se tocan con una sola baqueta más una combinación de manos, mientras que el umele se toca con un par de baquetas. Todas las baquetas tienen un extremo curvo y se asemejan al bastón o cayado de un pastor. El idioma de las canciones ha recibido el nombre de «yoruba de Trinidad» y se deriva de la lengua yoruba .